# 노학준
노학준(1999년 5월 4일 ~ )은 전 KBO 리그 NC 다이노스의 외야수이다. 그의 아버지는 전 KBO 리그 롯데 자이언츠의 투수인 노장진이다.

## 호주 프로야구 시절
2018년에 질롱 코리아에 입단하였다.

## 한국 프로야구 시절

### NC 다이노스시절
2020년에 입단하였다.

## 출신 학교
- 대연초등학교
- 마산중학교
- 물금고등학교